# Ракетний удар по Сергіївці
Ракетний удар по Сергіївці — удар кількох ракет по житловій багатоповерхівці та базах відпочинку у курортному містечку Сергіївка Білгород-Дністровського району Одеської області, яких завдали росіяни літаками стратегічної авіації у ніч на 1 липня 2022 року. Трагедія забрала життя у щонайменше 21 осіб (включаючи дітей) та стала найкривавішою на Одещині від початку російського вторгнення в Україну. Подія має всі ознаки воєнного злочину[⇨]. Розслідування воєнного злочину відкрили за фактом порушення законів та звичаїв війни, поєднаного з умисним вбивством. 2 липня на Одещині оголошено днем жалоби.

## Хід подій

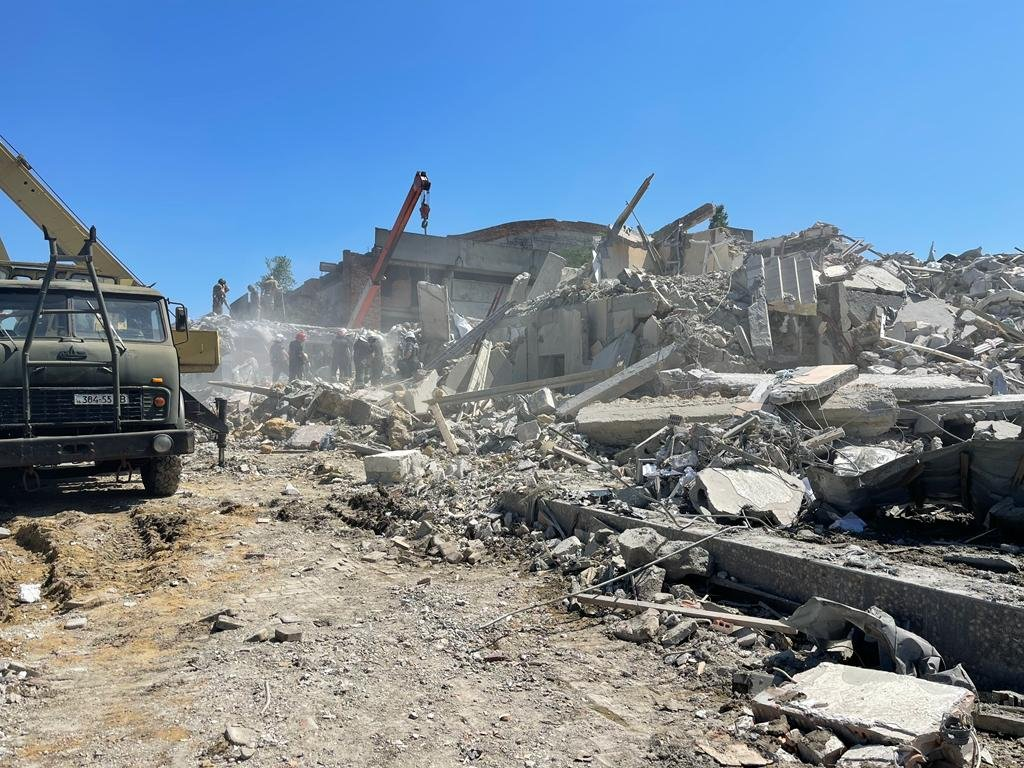
Руйнування на базі відпочинку

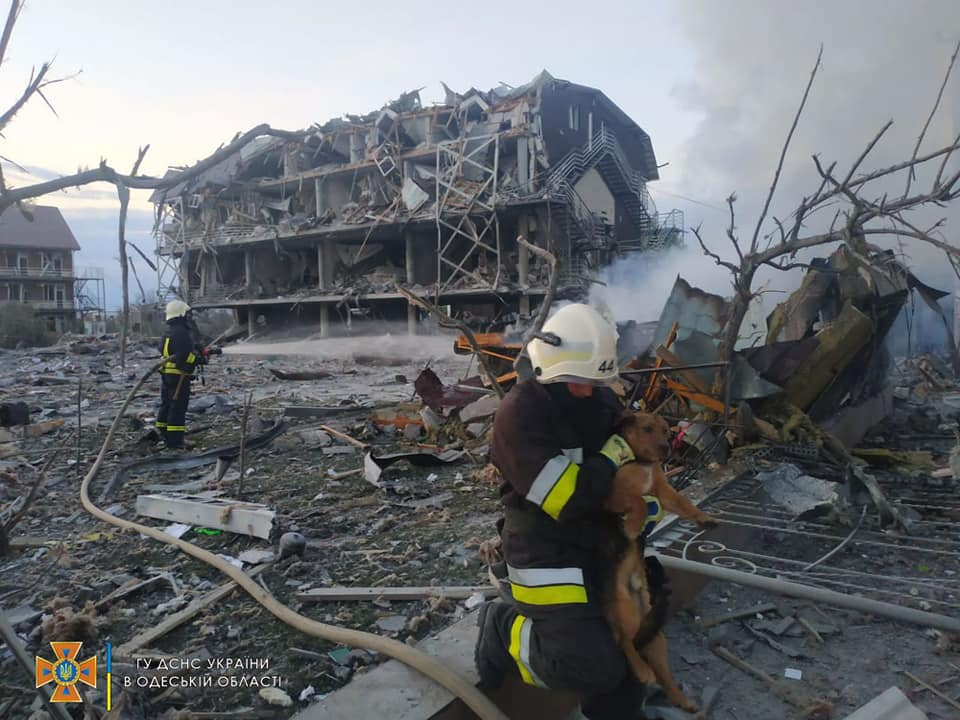
Знищення росіянами ще одного українського будинку відпочинку в тому ж районі 9 травня 2022 року

За попередньою інформацією три літаки Повітряних сил Росії Ту-22М3 розпочали політ з Волгоградської області до Криму, а через 1,2 тис. км випустили три ракети Х-22 (призначені для ураження авіаносців) у напрямку Білгород-Дністровського району на курортне селище Сергіївка.
Одна ракета потрапила до 9-поверхового житлового будинку, повністю зруйнувавши один під'їзд. Дев'ятиповерховий житловий будинок було збудовано за чеським проектом у 1970-х роках. У будівлі проживало понад 150 осіб. Російська ракета вразила цокольний поверх та вбила всіх мешканців під'їзду з першого до четвертого поверху. Серед 106 квартир у будинку було зруйновано 105. Пожежа з житлового будинку перекинулася на вбудований магазин.
Друга ракета вразила базу відпочинку у Білгород-Дністровському районі. На базі відпочинку пожежа не розпочалася.

## Жертви
Станом на ранок 1 липня відомо про 16 загиблих у житловому будинку і 4 (включаючи 11-річного хлопчика) — на базі відпочинку. В обох місцях загинуло принаймні по одній дитині. Крім того, відомо про 40 постраждалих (серед них шість дітей та вагітна жінка). Вдень 1 липня кількість загиблих зросла до 21. 7 липня у лікарні померла 53-річна співробітниця бази відпочинку. Таким чином кількість загиблих зросла до 22.
|       | Прізвище, ім'я, по батькові  | Дата народження (вік)     | Місце смерті                           | Про особу |
| ----- | ---------------------------- | ------------------------- | -------------------------------------- | --- |
| 1     | Арнаут Марія                 |                           | Житловий будинок на вул. Чорноморській | |
| 2     | Ільяшевич Марія Аврамівна    |                           | Житловий будинок на вул. Чорноморській | Пенсіонерка, до 2006 — суддя Черняхівського районного суду Житомирської області, мати Ільяшевич Ольги                                       |
| 3     | Ільяшевич Ольга Віталіївна   |                           | Житловий будинок на вул. Чорноморській | Суддя Слов'янського міськрайонного суду Донецької області, донька Ільяшевич Марії                                                           |
| 4     | Миколайчук Роман             |                           | База відпочинку «Годжі»                | Співробітник Коцюбинської селищної ради Київської області, батько трьох дітей                                                               |
| 5     | Недомов Максим               |                           | Житловий будинок на вул. Чорноморській | |
| 6     | Ромащук Галина               |                           | Житловий будинок на вул. Чорноморській | Дружина Ромащук Сергія |
| 7     | Ромащук Сергій               |                           | Житловий будинок на вул. Чорноморській | Чоловік Ромащук Галини |
| 8     | Рудницький Дмитро Андрійович | 22 серпня 2010 (11 років) | База відпочинку «Годжі»                | Учень 7 класу Академічного ліцею міста Білгорода-Дністровського, перебував з батьками за місцем їх роботи                                   |
| 9     | Рудницький Надія             |                           | База відпочинку «Годжі»                | Разом з чоловіком працювала в Сергіївці, мати Дмитра Рудницького                                                                            |
| 10-12 | Чолак Володимир Михайлович   | 25 квітня 1954 (68 років) | Житловий будинок на вул. Чорноморській | Вчитель фізичної культури Сергіївського опорного закладу загальної середньої освіти «Сергіївський ліцей», загинув разом з дружиною та сином |
| 13    | Шишков Олександр             | 1980 (42 роки)            | База відпочинку «Годжі»                | Тренер та президент дитячо-юнацької футбольного клубу «Атлетік».                                                                            |

Окрім людей, у квартирах загинули домашні тварини.

## Класифікація ракетного удару як воєнного злочину
Уряд Німеччини назвав подію військовим злочином. Офіційний представник уряду ФРН Штеффен Хебештрайт зазначив:
Це ще раз жорстоко показує нам, що російський агресор свідомо мириться із загибеллю мирних жителів… Напади на мирних жителів — це військовий злочин. Президент Росії Володимир Путін і винні мають понести відповідальність
За фактом ракетного удару відкрили кримінальне провадження про порушення законів та звичаїв війни, пов'язане з умисним вбивством (частина 2 статті 438 Кримінального кодексу України).

## Реакція
2 липня (суботу) в Одеській області оголошено днем жалоби.
Прессекретар президента Росії Володимира Путіна Дмитро Пєсков заперечив причетність російських військ до атаки, заявивши, що Росія нібито не обстрілює цивільні об'єкти та громадську інфраструктуру, завдаючи ударів винятково по військових цілях.
Українська сторона заявила, що район Одеської області, по якому було завдано удару, не мав жодного стосунку до військової інфраструктури. Голова Служби безпеки України Іван Баканов заявив, що атака цивільних об'єктів стала відповіддю російських військ на вимушений відступ із острова Зміїний.
Міністр охорони здоров'я Молдови Алла Немеренко віддала шану медичному персоналу установи, подякувавши постраждалим внаслідок російського бомбардування співробітників за те, що «вони зробили дні дітей Молдови прекраснішими, вони дбали про їхню реабілітацію з великою любов'ю та відданістю», і що «від щирого серця бажаємо їм повного одужання. Сім'ї померлого колеги ми висловлюємо наші глибокі співчуття і скорбота».